# Luke Priddis
Pas d'image ? Cliquez ici

a Compétitions nationales et continentales officielles uniquement.

b Matchs officiels uniquement.
Luke Priddis, né le 14 avril 1977 à Dubbo, est un joueur de rugby à XIII évoluant au poste de talonneur dans les années 1990, 2000 et 2010. Il a été sélectionné à deux reprises en sélection australienne. Il dispute le State of Origin pour les Blues de Nouvelle-Galles du Sud d'abord en 1997 pour le compte de la Super League australienne puis en 2001, il dispute également le City vs Country Origin en 2004 et 2006. En club, il joue dans la Super League australienne à Canberra Raiders en 1997 avant que le club rejoigne la National Rugby League nouvellement créé en 1998, il se rend ensuite trois saisons aux Brisbane Broncos puis sept saisons aux Penrith Panthers (où il reçoit la médaille Clive Churchill en 2003 récompensant le meilleur joueur de la finale en NRL). En 2009, il rejoint les St. George Illawarra Dragons.

## Palmarès
- Vainqueur de la National Rugby League : 2000 (Brisbane Broncos) et 2003 (Penrith Panthers).
- Vainqueur du State of Origin (version Super League) : 1997 (Nouvelle-Galles du Sud).
- Vainqueur du City vs Country Origin : 2004 et 2006 (Country).

## Distinction personnelle
- Médaille Clive Churchill : 2003 (Penrith Panthers).